# Phylloscirpus
Phylloscirpus är ett släkte av halvgräs. Phylloscirpus ingår i familjen halvgräs.
Kladogram enligt Catalogue of Life:
| Phylloscirpus | \| \| Phylloscirpus acaulis \| \| \| \| \| \| Phylloscirpus boliviensis \| \| \| \| \| \| Phylloscirpus deserticola \| \| \| \| |
|               | \| \| Phylloscirpus acaulis \| \| \| \| \| \| Phylloscirpus boliviensis \| \| \| \| \| \| Phylloscirpus deserticola \| \| \| \| |
|               | Phylloscirpus acaulis |
|               | |
|               | Phylloscirpus boliviensis |
|               | |
|               | Phylloscirpus deserticola |
|               | |